# Halimah Yacobová
Halimah binti Yacobová (* 23. srpna 1954 Singapur) je singapurská politička a právnička, mezi lety 2017 až 2023 prezidentka republiky.
Po otci je indického a po matce malajského původu, je vdaná a má pět dětí. Vystudovala práva na Singapurské národní univerzitě a pracovala jako právnička v singapurské odborové centrále do roku 2001, kdy byla zvolena poslankyní parlamentu za obvod Jurong jako členka vládnoucí Strany lidové akce. V roce 2013 se jako první žena v historii stala předsedkyní parlamentu. V roce 2017 vystoupila ze strany a jako nezávislá kandidovala na funkci hlavy státu. Podle ústavního dodatku přijatého v roce 2016 musí být singapurský prezident malajské národnosti (Malajci tvoří v zemi menšinu, všichni prezidenti od roku 1970 byli Chanové; v Singapuru je ovšem zaveden westminsterský systém a prezidentská funkce je pouze ceremoniální). Ústřední volební komise vyřadila pro nesplnění zákonných podmínek ostatní kandidáty, kterými byli Mohamed Salleh Marican, Shirwin Eu a Farid Khan Kaim Khan, k volbám tedy nakonec nedošlo a Yacobová získala funkci automaticky. Stala se tak první ženou a první osobou vyznávající islám v čele Singapuru.
V září 2023 po konci svého prezidentského mandátu se pro další kandidaturu nerozhodla.